# De toverpijp
Tom Poes en de toverpijp of kortweg De toverpijp is het tweede verhaal van Marten Toonder uit de Bommelsaga-reeks. De eerste aflevering verscheen op 10 juni 1941 en het verhaal liep tot 11 juli 1941 in stroken in De Telegraaf. Het hiaat van ruim twee maanden in deze krant was het gevolg van na-censuur door de Duitse bezetter.

## Samenvatting
Tom Poes logeert na zijn eerste avontuur bij de markies van Muizenis en speelt met Liezelotje, het dochtertje van de Markies. De Markies heeft de dwerg Pikkin gearresteerd en opgesloten. Tom Poes heeft geen medelijden met hem, maar wil toch wel voldoen aan zijn verzoek om hem zijn pijp, die nog in het hutje van Pikkin in het Donkere Bomen Bos ligt, terug te bezorgen. In het hutje vindt Tom Poes, behalve de pijp, een ekster in een kooi. Hij laat de ekster vrij en als dank geeft de ekster hem een fluitje waarmee hij bij nood om redding kan vragen. Tom Poes gaat nietsvermoedend naar het kasteel van de Markies en geeft de pijp - een toverpijp - aan Pikkin. Deze weet daarmee te ontsnappen. Pikkin ontvoert hierna Liezelotje.  Pikkin eist het eerder gestolen goud als losgeld terug van de markies. De Markies is woedend op Tom Poes en wil niets meer met hem te maken hebben. 
Tom Poes wil zijn best doen om Liezelotje te bevrijden. Hij volgt de sporen en komt bij een meer. Daar neemt hij een boot, die door een zeemonster wordt aangevallen. Door op het fluitje te blazen wordt het monster verjaagd. Tom Poes komt nu op een eiland waar een kasteel staat en daar vindt hij Liezelotje. Ze rennen naar de boot, maar worden door Pikkin achtervolgd. Tom Poes blaast weer op de fluit. Het eiland zakt nu in de zee weg. Tom Poes brengt het meisje terug naar haar vader.
Tot slot begraaft Tom Poes de toverfluit.

## Achtergrond
Het thema van het verhaal is hulp aan de vijand.

## Voetnoot/Bronnen
1. ↑  In de krant tooverpijp. Boven de laatste drie afleveringen stond in de krant tooverfluit, misschien door een vergissing. In het verhaal komen een toverpijp en een toverfluitje voor.
2. ↑  Tom Poes en de tooverpijp | De Bommel schatkamer. www.heerbommel.info. Geraadpleegd op 23 september 2023.
3. ↑  Resultaten | Delpher. www.delpher.nl. Geraadpleegd op 3 oktober 2023.
4. ↑  Heer Bommel Volledige werken deel 01 | De Bommel schatkamer. www.heerbommel.info. Geraadpleegd op 23 september 2023.
5. ↑  De dwerg Pikkin lijkt overduidelijk een metafoor voor Adolf Hitler te zijn.